# Nils Engdahl
Nils Engdahl (Suecia, 4 de noviembre de 1898-10 de septiembre de 1983) fue un atleta sueco, especialista en la prueba de 4x400 m en la que llegó a ser subcampeón olímpico en 1924.

## Carrera deportiva
En los JJ. OO. de París 1924 ganó la medalla de plata en los relevos de 4x400 metros, con un tiempo de 3:17.0 segundos, llegando a meta tras Estados Unidos y por delante de Reino Unido (bronce), siendo sus compañeros de equipo Erik Byléhn, Gustaf Wejnarth y Arthur Svensson.